# Orthanthera butayei
Orthanthera butayei là một loài thực vật có hoa trong họ La bố ma. Loài này được (De Wild.) Werderm. mô tả khoa học đầu tiên năm 1938.